# Harris Ledge
Harris Ledge ist ein abgeflachter und eisfreier Gebirgskamm im ostantarktischen Viktorialand. In der Olympus Range ragt er nördlich des Mount Hercules auf.
Das Advisory Committee on Antarctic Names benannte ihn 1997 nach dem US-amerikanischen Geologen Henry Harris von der Illinois State University, der an zwischen 1973 und 1976 an drei Kampagnen zu hydrogeologischen Studien im Rahmen des Bohrprojekts in den Antarktischen Trockentälern beteiligt war.